# عبدالله سعیدایی
عبدالله سعیدایی (۱۲۹۰–۶ بهمن ۱۳۵۲) معروف به عبدالله شوتی یکی از اولین فوتبالیستهای ایران بود که به خاطر شوتهای بسیار پر قدرت شهرت یافت. عبدالله سعیدایی عضو اولین تیم ملی ایران بود. وی فوتبال را از سن دوازده سالگی در تهران شروع کرد و به همراه چند بازیکن دیگر تیم کوستان در تهران را تشکیل داد و کاپیتان تیم شد. در آن زمان چند تیم در تهران بازی می‌کردند از جمله تیمهای  تهران و کوهستان. تیم تهران برای مدتی بازی انجام نمی‌داد و به همین دلیل عبدالله سعیدایی و هم‌تیمی‌هایش تصمیم به تغییر اسم تیمشان از کوهستان به تهران گرفتند.

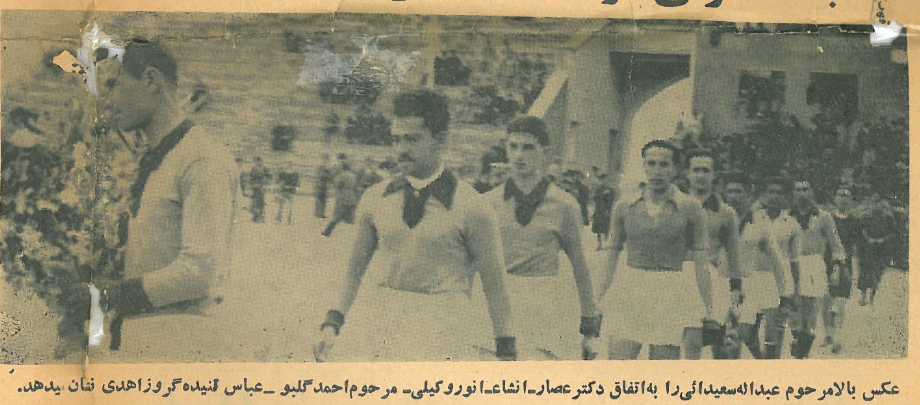
عبدالله سعیدایی
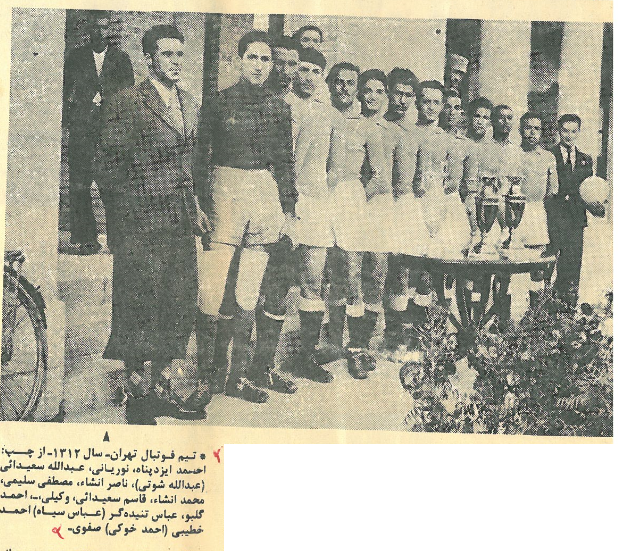
عبدالله سعیدایی
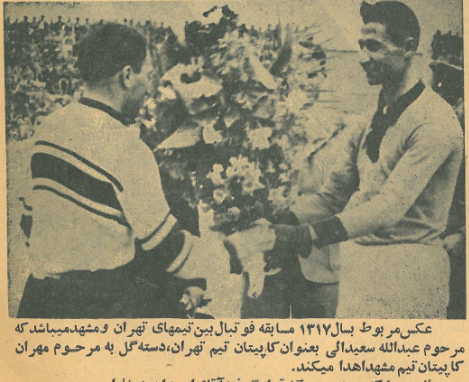
عبدالله سعیدایی
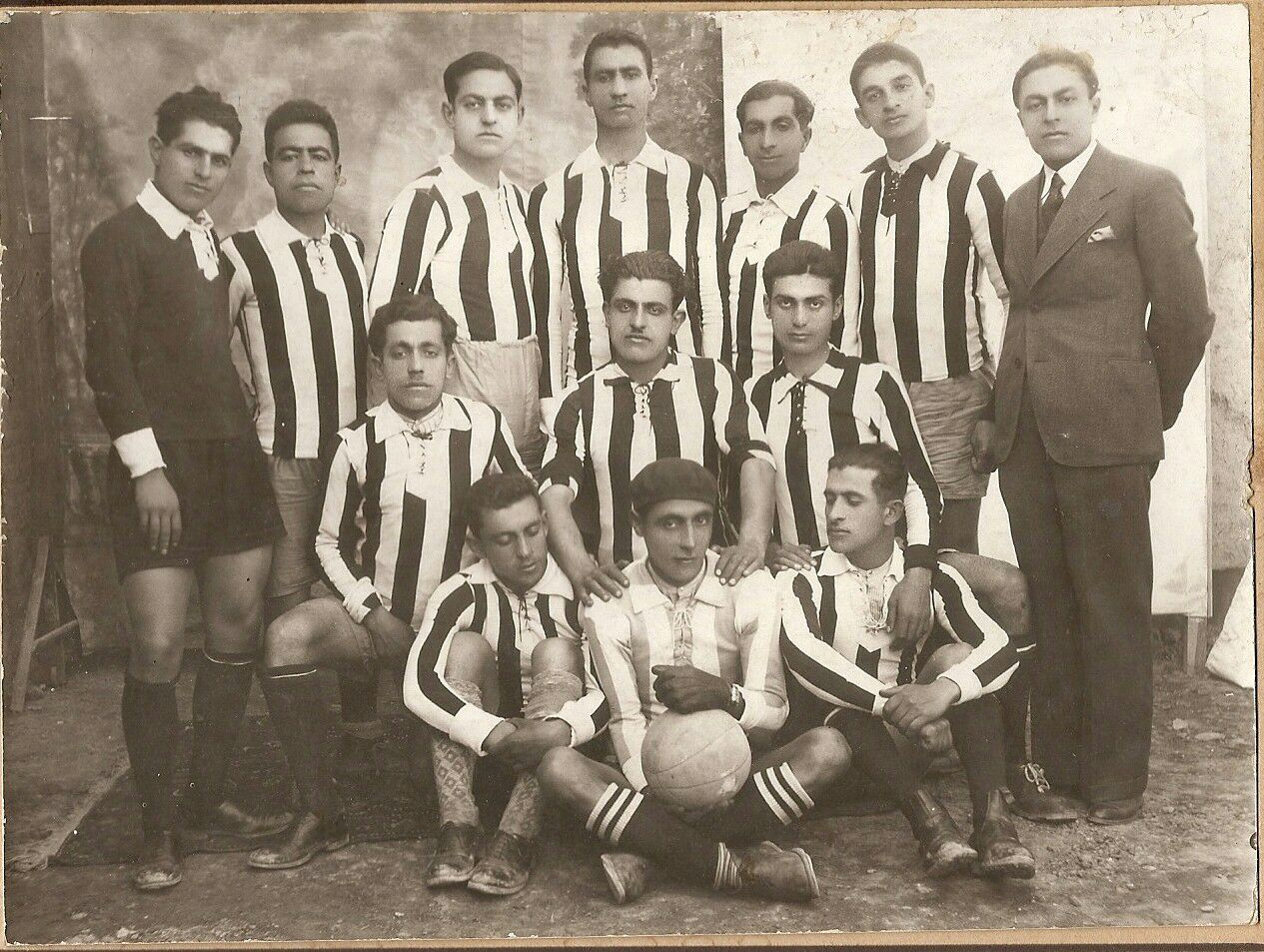
عبدالله سعیدایی ردیف بالا نفر وسط
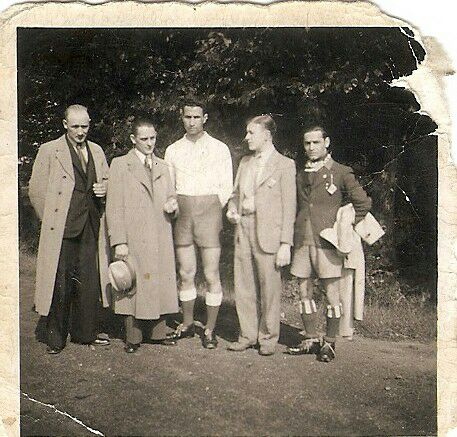
عبدالله سعیدایی نفر وسط در آلمان